# Heteropachylus spiniger
Heteropachylus spiniger is een hooiwagen uit de familie Gonyleptidae.